# 夏县
夏县是中国山西省运城市所辖的一个县，位于山西省西南部，东临垣曲县、西接盐湖区、北靠闻喜县、南依平陆县。面积1352.6平方公里，县治在瑶峰镇。县名来自夏朝。

## 历史
根據歴史典籍《史記》《括地志》的記載，夏县曾經是夏朝的國都，及东周时魏国都城，故址在今山西夏县西北禹王城。
《史记·秦本纪》记载：“卫鞅为大良造，将兵围魏安邑。”《集解·地理志》曰：“河东有安邑县。”《正义·括地志》曰：“安邑故城在绛州夏县东北十五里，本夏之都。”
《读史方舆纪要》：“安邑故城，在解州安邑县西二里。春秋时，魏绛徙安邑。史记：秦孝公八年（前354），卫鞅将兵围安邑，降之。”
北魏太和十八年（494年）改北安邑县置，治今县西北禹王城。属河北郡。后为安邑郡治。北周建德七年（578年）移治今县地。
隋朝时隶属于河东郡。唐初隶属虞州，贞观十七年改属绛州。金真佑三年隶属解州。明朝时夏县属山西平阳府解州
，清初因之。雍正二年隶属解州，清朝考评：冲繁中缺。。
1958年11月21日国务院全体会议第82次会议决定撤销夏县，夏县行政区划分别划归闻喜、垣曲，1961年7月9日，国务院全体会议第111次会议决定复置夏县，县治城关镇。

## 地理
夏县位于山西省南部，运城市中偏东南部。夏县南接平陆，北邻闻喜、垣曲，西连运城，东隔黄河与河南渑池县相望。
全县国土总面积为1352.6平方公里，平均海拔为510米—650米，最高处是祁家河乡芦山山峰，海拔1566.6米，最低处是祁家河乡杨家山村下巴滩，海拔230米。
河流主要有黄河支流水系，注入黄河；姚暹渠水系和涑水河水系注入永济市伍姓湖。

## 行政区划
2001年城关镇、郭道乡、大庙乡合并为瑶峰镇。
夏县下辖6个镇、5个乡：
瑶峰镇、庙前镇、裴介镇、水头镇、埝掌镇、泗交镇、禹王镇、尉郭乡、胡张乡、南大里乡和祁家河乡。

## 交通
- 作为盐临夏协同发展的一部分，夏县有通往运城市区盐湖区的公交线路，分别是101路、102路。
- 同蒲铁路
- 209国道、 342国道、大运高速公路

## 人口
截至2022年末，夏縣常住人口27.5312萬人。
根据2020人口普查和户政数据，全县户籍人口36.4739万人，常住人口28.7938万人。根据2010人口普查全县人口35.2821万人。截至2018年底常住人口367,724人，户籍人口364506人，总户数111048户，人口自然增长率4.8‰。男性人口50.5%，女性49.5%。城镇人口36%乡村人口64%。

## 经济
2014年，全县地区生产总值完成44.9477亿元。2017年，全县生产总值50.8507亿元，人均GDP13920元。2021年，全县生产总值76.9594亿元，人均GDP27590元。

## 教育
2017年全县有普通中学19所，小学89所，幼儿园90所。2021年经撤并调整，全县有中学15所，小学54所，幼儿园89所，职业高中1所，特殊教育学校1所。

## 风景名胜
- 全国重点文物保护单位：禹王城遗址、司马光墓、西阴村遗址、东下冯遗址、崔家河墓群、大洋泰山庙、薛嵩墓、上冯圣母庙、夏县文庙
- 山西省文物保护单位：河东特委革命活动旧址裴介遗址
- 夏县文物保护单位